# الباحث عن الذهب
الباحث عن الذهب هي رواية للكاتب جان-ماري غوستاف لوكليزيو الحائز على جائزة نوبل في الأدب، نُشرت سنة 1985 عن دار النشر غاليمار الفرنسية، وتدور حكايتها حول البحث عن كنز مخفي في جزيرة رودريغيس 
البطل مستوحى من جد لوكليزيو، ليون، الذي أُهديت له الرواية، ويعود للظهور في روايته التالية "رحلة إلى جزيرة رودريغيس" الصادرة عام 1986.

## ملخص
تبدأ القصة عام 1892 في وادي بوكين في جزيرة موريشيوس، الواقعة في وسط المحيط الهندي. أليكسيس كان حينها في الثامنة من عمره ويعيش حياة هانئة، يلعب في الغابة مع شقيقته الكبرى لور، وصديقه دينيس، وهو شاب أسود من أحفاد عبيد موريشيوس، الذي يعرّفه على أسرار الطبيعة ويأخذه في أول رحلة له إلى البحر. ستثبت هذه التجربة أنها أساسية ومؤثرة في حياته؛ إذ ستطارده بهجة البحر طوال عمره، لكن والديه سيمنعانه لاحقًا من رؤية دينيس مجددًا.
العائلة لم تكن ثرية، وكان الأب يصارع الصعوبات المالية والديون، ولتحسين ظروفهم قام بتركيب مولد كهربائي في هذا الجزء النائي من الجزيرة. أما الأم فكانت ربة بيت، تهتم بتعليم الأطفال. وبعد فترة قصيرة، دمّر إعصارٌ منزل الأسرة والمولد الكهربائي، مما أدى إلى إفلاسهم واضطرارهم إلى الهجرة.
يدخل الصغير إلى مدرسة داخلية وينجذب إلى قصص القراصنة. وبعد وفاة والده، يكتشف في أوراقه ما يدلّ على احتمال وجود كنز يُعرف بـ"كنز القُرصان"، يُقال إنه مخفي في خليج الإنجليز في جزيرة رودريغيس. تمرّ السنوات، ويكبر أليكسيس ويعمل محاسبًا في شركة يملكها عمه. في عام 1910، وبدافع من رغبته في المغامرة، يسافر على متن سفينة شراعية ذات ثلاثة صواري يملكها القبطان براندمر. في هذه الرحلة، يجد أليكسيس أخيرًا السعادة التي طالما انتظرها، ومتعة الإبحار في البحر.
وبعد المرور بعدة جزر، يصلون إلى جزيرة رودريغيس، حيث يبدأ أليكسيس بحثه عن الكنز.
تقوده أوراق والده إلى مجموعة من الدلائل التي تركها القُرصان. يضع لافتات ويبدأ بالحفر مستعينًا باثنين من السكان المحليين. يستمر هذا البحث العقيم لسنوات. وذات يوم، بعد تعرضه لحادث، يتعرّف أليكسيس إلى أوما، التي نشأت في باريس. تعتني به، ويقع في حبها.
لاحقًا، يكتشف أليكسيس عدة أماكن يُحتمل أن تكون مخابئ للكنز، لكنها جميعها تكون فارغة. يقرر الرحيل، وفجأة يُدرك أنه أمضى أربع سنوات في الجزيرة.
عندما أُعلن عن اندلاع الحرب العالمية الأولى عام 1914، التحق أليكسيس طوعًا بالجيش البريطاني. غادر إلى أوروبا، حيث قاتل على الجبهة في مدينة إيبر خلال شتاء عام 1915، ثم شارك في معركة السوم في أكتوبر 1916. وبشكل أشبه بالمعجزة، عاد حيًا من الجبهة، في حين قُتل العديد من رفاقه في السلاح. وفي النهاية، أُعيد إلى إنجلترا مصابًا بالتيفوئيد..
يعود أليكسيس إلى موريشيوس ليرى عائلته، ويُستقبل هناك كبطل حرب بسبب "إنجازاته" المفترضة. والدته أصبحت شبه عمياء، وتسترجع ذكريات الماضي السعيد في وادي بوكين. بعد أن أمضى عدة أشهر في موريشيوس، عمل خلالها مشرفًا في مزارع قصب السكر، يقرر أليكسيس أن يغادر من جديد عام 1919 متوجهًا إلى جزيرة رودريغيس، لمواصلة البحث عن الكنز وللعثور على أوما.
لكن بحلول عام 1922، لم يكن قد عثر بعد على الكنز، وكانت أوما قد رحلت. وفي اللحظة التي يظن فيها أنه وجد شيئًا، تصله رسالة من شقيقته تُبلغه أن والدته على وشك الموت
يعود أليكسيس إلى موريشيوس ليكون مع والدته في أيامها الأخيرة. بعد وفاتها، يلتقي صدفةً بأوما التي تعمل في مزارع قصب السكر في موريشيوس. يعيش أليكسيس مع أوما في المكان الذي قضى فيه طفولته، بالقرب من منزل عائلته في وادي بوكين، ويكون سعيدًا معها لعدة أشهر.
لكن بسبب سلسلة من المصائب المحتومة، تترك أوما أليكسيس نهائيًا وتذهب لزيارة أخيها في مخيم لاجئين تحت حماية الجيش البريطاني. تُرحّل إلى موطنها في جزيرة رودريغيس، بينما يحرق أليكسيس آخر أوراقه المتعلقة بالكنز لكي يشعر بالحرية، مدركًا أخيرًا أن الكنز الحقيقي لا يكمن إلا في أعماق نفسه، في الحب، وعشق الحياة، وجمال العالم.

## الترجمة إلى العربية
- الباحث عن الذهب، ترجمة: فتحى العشرى، الهيئة المصرية العامة للكتاب، 2011، ردمك: 978-977-421-875-3

## أنظر أيضا
- صحراء (رواية)، 1980.
- الربيع وفصول أخرى
- النشوة المادية
- بتنا
- نجمة تائهة